# Eleccions presidencials del Senegal de 2007
Les eleccions presidencials de Senegal de 2007 es van celebrar el 25 de febrer d'aquest mateix any. En total es van presentar quinze candidats, inclòs el llavors president Abdoulaye Wade. Les eleccions parlamentàries anaven a realitzar-se el mateix dia però van ser retardades al 3 de juny. Els comicis van ser guanyats pel president Wade, qui va obtenir el 56 % dels vots en la primera volta.
El seu triomf electoral va ser prèviament anunciat pel primer ministre Macky Sall, la qual cosa va provocar les protestes per part de la Comissió Electoral Independent i de l'opositor Partit Socialista de Senegal, que afirmà que hi havia hagut frau en les eleccions. Finalment, el Consell Constitucional va proclamar els resultats definitius que donaven la victòria a Wade sense necessitat de realitzar una segona volta.